# 32nd & Commercial (Tranvía de San Diego)
La estación 32nd & Commercial es una estación de la línea Naranja del Tranvía de San Diego. La estación cuenta con dos vías y una plataforma lateral.

## Conexiones
- La estación no cuenta con ninguna conexión de buses pero debido a que sólo está a una milla de distancia de la estación de la calle 47, las estaciones comparte los mismos buses.[1]